# Kościół św. Mikołaja w Łubowie
Kościół św. Mikołaja w Łubowie – drewniana (dębowa), barokowa świątynia w Łubowie, w powiecie gnieźnieńskim. 

## Historia i architektura

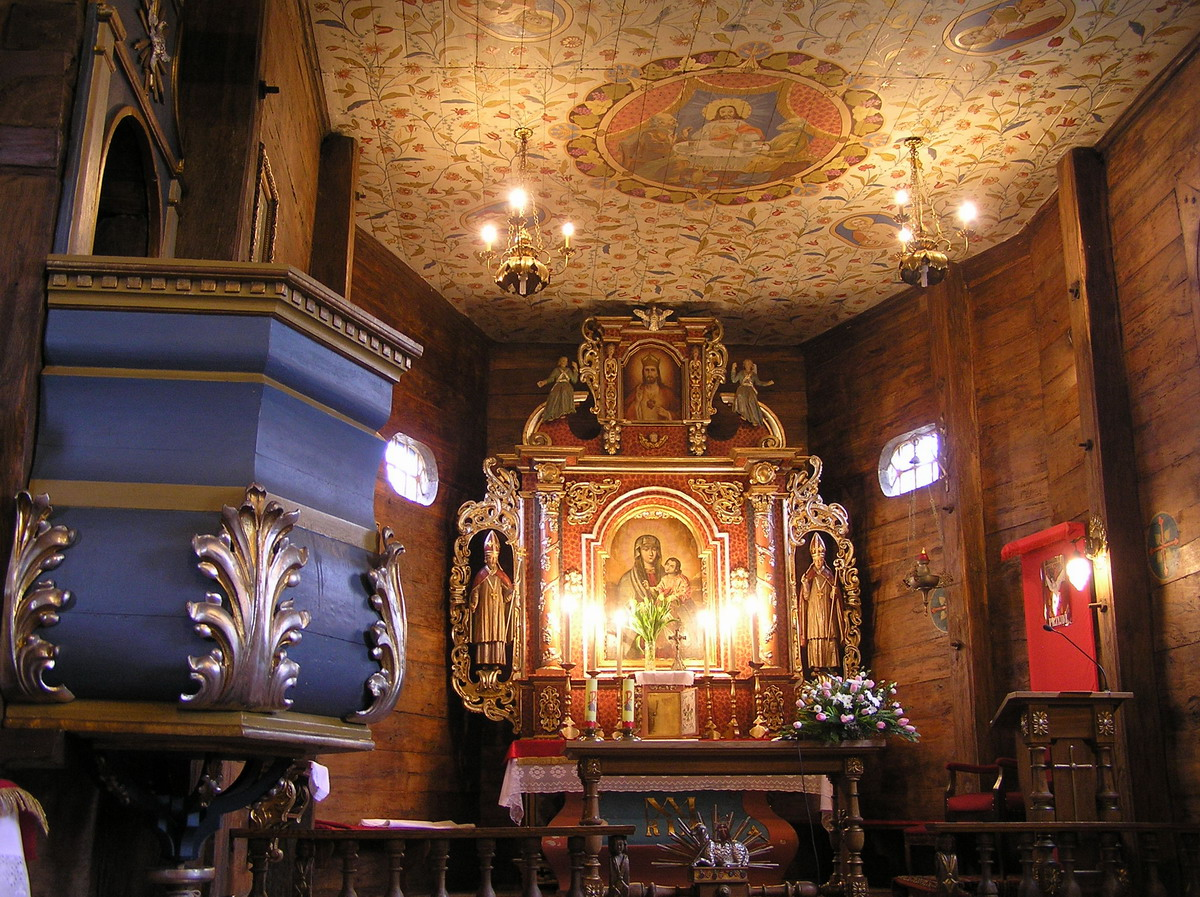
Wnętrze świątyni

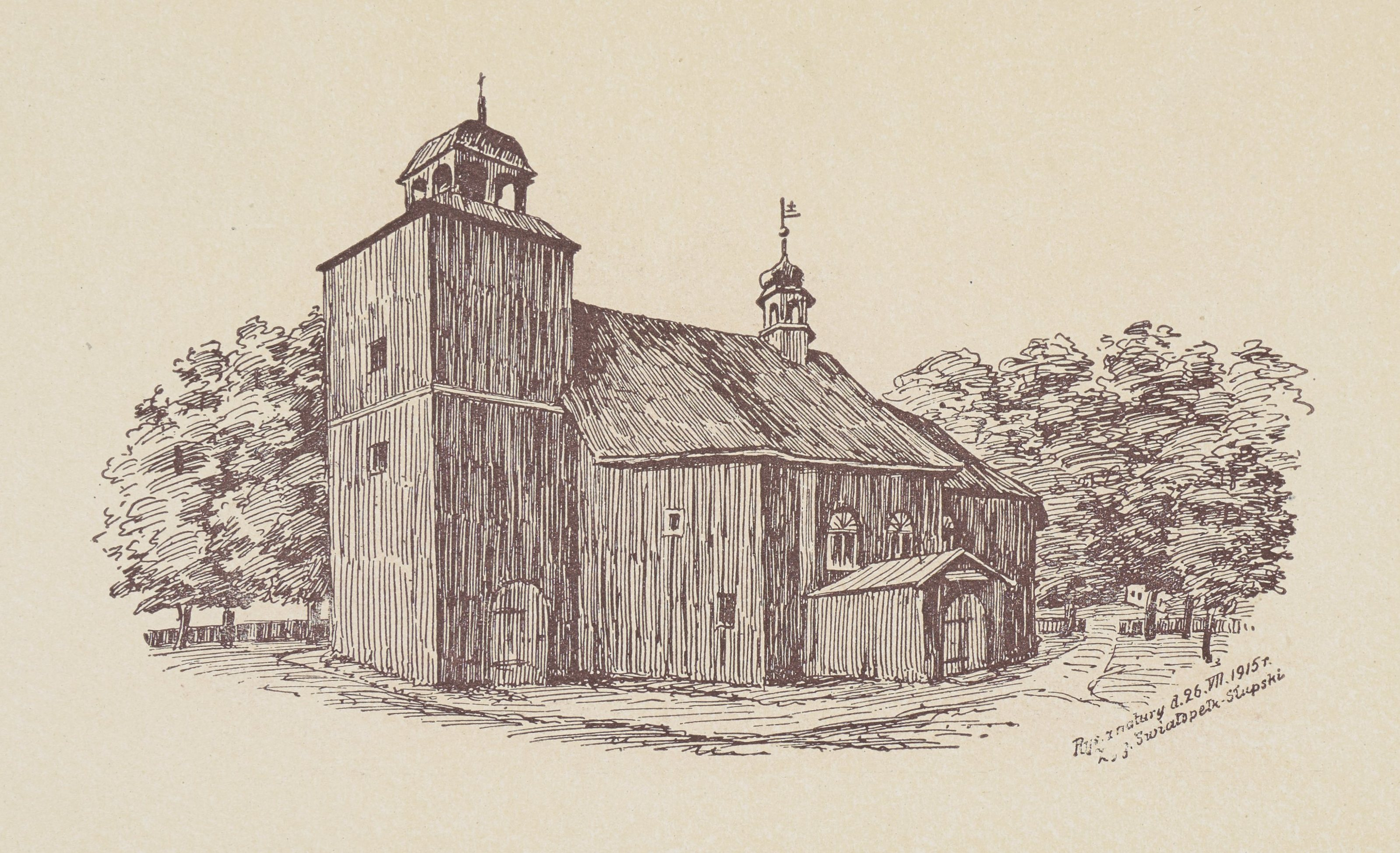
Widok kościoła przed 1917

Parafia istniała we wsi już w XII wieku. Pierwszy kościół ufundowali Sobiejuchowie. Obecna świątynia wybudowana została w 1660, po pożarze wcześniejszej (potop szwedzki). Konsekrowana przez Stanisława Dzianotta, który był m.in. przełożonym Zakonu Maltańskiego, stąd krzyż maltański na szczycie wieży. 
Kaplica boczna pochodzi z 1720, a wieża z 1750 (w obu przypadkach fundatorami byli Lutomscy - właściciele wsi). W ostatnim dziesięcioleciu XX wieku została gruntownie wyremontowana. Kościół orientowany, jednonawowy konstrukcji zrębowej. Na belce tęczowej znajdują się rzeźby Chrystusa i Matki Boskiej Bolesnej oraz św. Jana Chrzciciela.
Przy świątyni nagrobek Jana Nepomucena Krawczyńskiego (1838-26.10.1896), proboszcza łubowskiego, z żeliwnym krzyżem, a także kamienne żarno.